# Cathédrale de Chichester

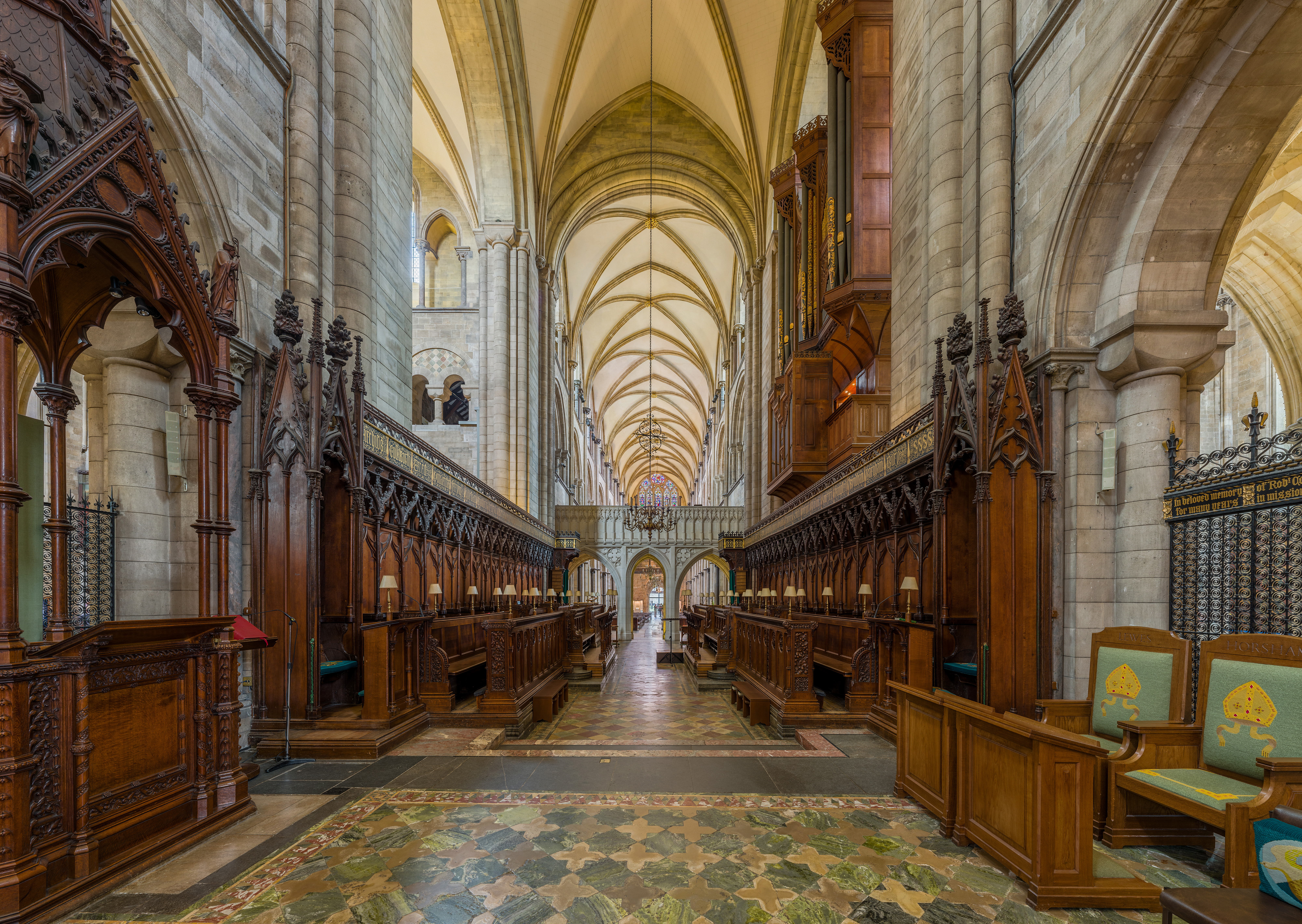
Le chœur de la cathédrale de Chichester. Aout 2014.

La cathédrale de la Sainte-Trinité (en anglais : Cathedral Church of the Holy Trinity), également appelée cathédrale de Chichester, est le siège du diocèse anglican de Chichester, dans le Sussex, en Angleterre. Elle a été érigée en cathédrale en 1075, quand le siège de l'évêché a été transféré depuis Selsey.
La cathédrale de Chichester possède des architectures normande et gothique. Son clocher par-dessus le toit de cuivre vert, peut être vu à plusieurs kilomètres à travers les prairies du Sussex et est un point de repère pour les marins.

## Source
- (en) Cet article est partiellement ou en totalité issu de l’article de Wikipédia en anglais intitulé « Chichester Cathedral » (voir la liste des auteurs).